# التاريخ السياسي للفلبين

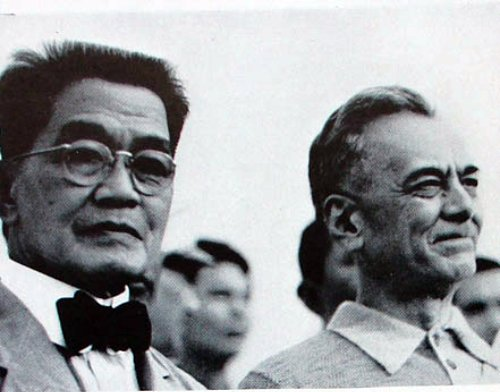
إيميليو أغينالدو (يسار) ومانويل كيزون (يمين) خلال حملة عام 1935

كانت الأنظمة السياسية القديمة في ما يعرف الآن بالفلبين كيانات صغيرة تُعرف باسم بارانغاي؛ وذلك على الرغم من أن بعض الدول الأكبر قد أُسِّست بعد وصول الهندوسية والإسلام من خلال شبكات التجارة الإقليمية. بدأ وصول المستوطنين الإسبان فترة من التوسع الإسباني الذي أدى إلى إنشاء منصب النقيب العام للفلبين الذي يحكم من مانيلا. عملت الفلبين بشكل مستقل غالبًا عندما كانت جزءًا فعليًا من إسبانيا الجديدة. أدى الاعتماد على القادة المحليين للمساعدة في الحكم إلى إنشاء طبقة النخبة المعروفة باسم النبالة. لم تُفرض السيطرة الإسبانية بحزم على جزء كبير من أراضيها المطالب بها، وذلك مع بقاء بعض المناطق الداخلية والإسلامية مستقلة فعليًا.
شهد القرن التاسع عشر تغيرًا اجتماعيًا كبيرًا، وتطورًا لهوية فلبينية مميزة بين نخبة الميستيثو (النخبة المُزج). أطلق أعضاء طبقة إيلوسترادو المثقفة، المتأثرين بالأفكار الليبرالية، حركة الدعاية. أدى رفض السلطات الإسبانية إلى صحوة وطنية، وظهور حركة استقلال، وثورة أصبحت متداخلة مع الحرب الإسبانية الأمريكية. تنازلت إسبانيا عن الفلبين للولايات المتحدة في عام 1898 بينما أعلن الثوار الاستقلال. أنشأت الولايات المتحدة إدارة فعالة على الأرخبيل بأكمله خلال الحرب الفلبينية الأمريكية والأحداث اللاحقة؛ وأدخلت الهياكل السياسية التي تعكس الهياكل السياسية الأمريكية.
رُسِّخت النخبة الموجودة مسبقًا في النظام السياسي الجديد، واستمر الحزب القومي المهيمن باكتساب المزيد من السيطرة على مؤسساته. أُسِّس كومنولث الفلبين المتمتع بالحكم الذاتي في عام 1935، مما أعطى الفلبين دستورها الخاص ورئيسًا قويًا. توقفت خطط الاستقلال بسبب الغزو الياباني خلال الحرب العالمية الثانية. أسس اليابانيون جمهورية الفلبين الثانية المستقلة اسميًا، ولكن الاستيلاء الأمريكي والحلفاء استعادا الكومنولث، مما أدى إلى الاستقلال الكامل في عام 1946. شهدت هذه الفترة ظهور نظام الحزبين، فتبادل الحزب الليبرالي والقومي السيطرة على البلاد. كان كلا الحزبين تحت قيادة النخب واشتركا في نفس السياسة. كان على الرؤساء الأوائل أن يتعاملوا مع تمرد هوكبلاهاب اليساري.
انتهى نظام الحزبين في عهد الرئيس فرديناند ماركوس، الذي أعلن الأحكام العرفية في عام 1976. احتفظ ماركوس بسيطرة صارمة على البلاد حتى أدت القضايا الاقتصادية وخيبة الأمل من الفساد إلى معارضة أكبر؛ وذلك على الرغم من تعزيز التمردات الشيوعية والانفصالية الإسلامية. تجمع الخصوم حول كورازون أكينو، أرملة سياسي معارض مغتال. أدت الاحتجاجات العسكرية والعامة إلى ثورة سلطة الشعب التي أطاحت بماركوس ونصبت أكينو محله، وذلك بعد إعلان فوز ماركوس في انتخابات مبكرة في عام 1986. زاد الدستور الجديد من حدود السلطة الرئاسية، بما في ذلك إنشاء فترة ولاية واحدة. ظهر نظام غير مستقر متعدد الأحزاب على المستوى الوطني منذ ذلك الحين، والذي واجه تحديات من خلال سلسلة من الأزمات بما في ذلك محاولات انقلاب عدة، وعزل رئاسي، بالإضافة إلى حركتين جماهيريتين. شهدت هذه الفترة أيضًا بعض السلطة السياسية اللامركزية للحكومة المحلية، وإنشاء منطقة بانجسامورو ذاتية الحكم في مينداناو المسلمة.

## العصر الأمريكي

### تطوير المؤسسات السياسية
وسع الأمريكيون من المشاركة المحلية في الحكم إلى ما هو أبعد مما كان مسموحًا به في ظل الحكم الإسباني، فوسعوا الحكومة التمثيلية لتتجاوز النظام الاستشاري فقط الذي كان موجودًا في ظل الحكم الإسباني. ظلت المشاركة السياسية محدودة بالمعايير الموجودة مسبقًا حول المكانة والثروة، وذلك مع إضافة الثقافة كاعتبار آخر. دعا الحزب الفيدرالي، الذي شكلته النخب المالكة في عام 1900، إلى الاستقلال الذاتي تحت الحكم الأمريكي، وذلك على الرغم من أن قادته كانوا يأملون في أن يصبحوا ولاية من الولايات المتحدة. اعتُبِر هؤلاء الأفراد خونة بسبب الثورة الفلبينية المستمرة، ولكن تحالفهم مع الجيش الأمريكي أدى إلى وضع أعضاء الحزب في مناصب السلطة على جميع مستويات وفروع الحكومة. بدأت المعارضة في التماسك تحت راية الحزب القومي، الذي دعا إلى الاستقلال واعتبر نفسه وريثًا لجمهورية الفلبين الأولى. حدث أول انتخاب للمجلس الفلبيني في 30 يوليو 1907. عقد الحزب القومي المجلس بشكل أساسي بقيادة سيرجيو أوسمينا، وعارضهم الفدراليون الذين أعيد تسمية حزبهم آنذاك إلى حزب التقدم. انتهى الأمر بالقوميون بأغلبية 80 مقعدًا. شارك 1.4% فقط من السكان في هذه الانتخابات بسبب القيود الصارمة على حق التصويت. حافظ الحزب القومي على الهيمنة الانتخابية حتى الاستقلال، بل أصبح يضم العديد من الفدراليين السابقين.
تتطلب التشريعات المتعلقة بالهجرة، والعملة والنقود، والأخشاب والتعدين موافقة رئيس الولايات المتحدة. طور قادة الحزب القومي علاقات تعاون مع المسؤولين الأمريكيين على الرغم من طموحاتهم للاستقلال. أدى انتخاب رئيس الولايات المتحدة وودرو ويلسون، وتعيينه لفرنسيس بورتون هاريسون حاكمًا عامًا إلى إدخال سياسة الفلبنة في عام 1913 كجزء من سياسة للتعجيل بإنهاء الاستعمار. ضُمَّ الفلبينيين في اللجنة في عام 1913، فحولوا عضويتها إلى خمسة فلبينيين وأربعة أمريكيين. بُذِلت أيضا جهود لإشراك السكان المحليين في الخدمة المدنية.
استُبدِلت اللجنة بمجلس الشيوخ الفلبيني بوساطة قانون جونز لعام 1916. امتلكت هذه الهيئة 24 عضوًا مُنتخبين لمدة ست سنوات، مع عضوين من كل منطقة من مقاطعات مجلس الشيوخ الإثني عشر. انتُخِب معظمهم، وعُيِّن أولئك من المقاطعة التي تتكون من المناطق غير المسيحية في مينداناو وكوردييرا من قبل الحاكم العام. لم يكن لأعضاء مجلس الشيوخ المعينين فترات محددة، وكان لهذه الهيئة التشريعية سلطة تأكيد التعيينات في السلطتين التنفيذية والقضائية. تصور قانون جونز استقلال الفلبين في نهاية المطاف بمجرد تحقيق الإقليم لحكم مستقر. استمر بعض المشرعين الأمريكيين في الاختلاف مع هذا الهدف مؤمنين باستمرار الحكم الأمريكي إلى أجل غير مسمى. شهد عام 1916 أيضًا توسيع امتياز التصويت من المتحدثين باللغة الإنجليزية والإسبانية المتعلمين ليشمل المتحدثين المتعلمين للغات الأم، وإلغاء شرط التملك، مما أدى إلى ضم جمهور الناخبين نسبة بين 6-7% من السكان. أدت سياسة الفلبنة بحلول عام 1921 إلى جعل 96% من موظفي الخدمة المدنية من الفلبينيين.
كان المجلس الفلبيني الذي يهيمن عليه القوميين، ثم مجلس الشيوخ الفلبيني لاحقًا، على خلاف مع الحاكم العام. أصبحت قيادته أكثر قوة، واستولى على هيئات الدولة واستخدم القومية لإضعاف الرقابة الأمريكية. أدى إنشاء مجلس الشيوخ إلى تشكيل القوميين معسكرات معارضة موالية لأوسمينا (الفرديين)، ورئيس مجلس الشيوخ مانويل إل. كويزون (الجماعيين). أُرسِلت العديد من بعثات الاستقلال إلى واشنطن العاصمة بغض النظر عن التقسيم. عززت بداية الكساد الكبير الرغبة الأمريكية في منح الاستقلال للفلبين، وذلك لأنها ستقلل من المسؤولية الأمريكية تجاه الإقليم. أسفرت مهمة أوسروكس بقيادة أوسمينا ورئيس مجلس النواب مانويل روكساس عن قانون هير-هاوس-كاتينغ. رفض مجلس الشيوخ هذا القانون، قانون تايدينغز-مكدوفي الذي يُعد قانونًا مختلفًا قليلًا، والذي نال دعم كويزون، والذي وافق ومهد الطريق لكومنولث الفلبين وأذن للولايات المتحدة بالاعتراف بجزر الفلبين بعد فترة انتقالية مدتها عشر سنوات.
أدى إضفاء الطابع المؤسسي على دور النخبة في السياسة في ظل النظام الأمريكي، إلى جانب زيادة عدد سكان الفلبين وتراكم الأراضي في أيدي النخبة، إلى انهيار العلاقات الاجتماعية الانتقالية بين النخبة وبقية السكان. تطور التنظيم السياسي القائم على الوعي الطبقي في المناطق الريفية وخاصة وسط لوزون، مما أدى في النهاية إلى حدوث ثورات الفلاحين في ثلاثينيات القرن العشرين.